# El Porteñazo
El Porteñazo (2 de junho de 1962 - 6 de junho de 1962) foi uma rebelião militar comunista de curta duração  contra o governo de Rómulo Betancourt na Venezuela, na qual os rebeldes tentaram tomar a cidade de Puerto Cabello. A rebelião esteve em uma escala substancialmente maior do que a de El Carupanazo um mês antes.
Em 2 de junho de 1962, unidades lideradas pelos capitães da marinha Manuel Ponte Rodríguez, Pedro Medina Silva e Víctor Hugo Morales se rebelaram. O 55.º Destacamento da Guarda Nacional recusou-se a participar. A rebelião foi esmagada em 3 de junho, deixando mais de 400 mortos e 700 feridos, e em 6 de junho o reduto dos rebeldes em Fortín Solano havia caído.
Uma fotografia do capelão Luis María Padilla segurando um soldado ferido durante a rebelião ganhou o Prêmio Pulitzer de Fotografia de 1963 e a World Press Photo of the Year de 1962 para Héctor Rondón de La República.